# Afurechau...Be In Love
Singles de Maki Gotō
Ai no Bakayarō
(2001) Te o Nigitte Arukitai
(2002)
Afurechau... Be in Love (溢れちゃう...BE IN LOVE) est le 2e single en solo de Maki Gotō dans le cadre du Hello! Project, sorti en 2001 au Japon, n° 2 à l'Oricon.

## Présentation
Le single sort le 19 septembre 2001 au Japon sous le label Zetima, alors que Maki Gotō fait encore partie du groupe Morning Musume en parallèle. C'est l'un de ses quatre disques à sortir sur ce label ; à partir de son cinquième single, ses disques pour le Hello! Project sortiront sur le label affilié Piccolo Town.
Le single est écrit et produit par Tsunku.  Il atteint la 2e place du classement de l'Oricon. Il se vend à 136 110 exemplaires la première semaine et reste classé pendant 8 semaines, pour un total de 210 360 exemplaires vendus. C'est son deuxième single le plus vendu à ce jour (2010).
La chanson-titre du single figurera en version remixée sur l'album Makking Gold 1 de 2003, puis dans une version différente sur la compilation Maki Goto Premium Best 1 de 2005, et dans sa version originale sur la compilation Maki Goto Complete Best Album 2001-2007 de 2010 où figurera aussi le titre de la "face B" Like A Game en version "live".

## Liste des titres
Toutes les chansons sont écrites et composées par Tsunku.
| 1. | Afurechau... BE IN LOVE (溢れちゃう…BE IN LOVE)                | AKIRA                    | 3:29 |
| 2. | LIKE A GAME                                                    | Suzuki "Daichi" Hideyuki | 4:17 |
| 3. | Afurechau... BE IN LOVE (instrumental) (溢れちゃう…BE IN LOVE) | AKIRA                    | 3:26 |